# Curt Cress

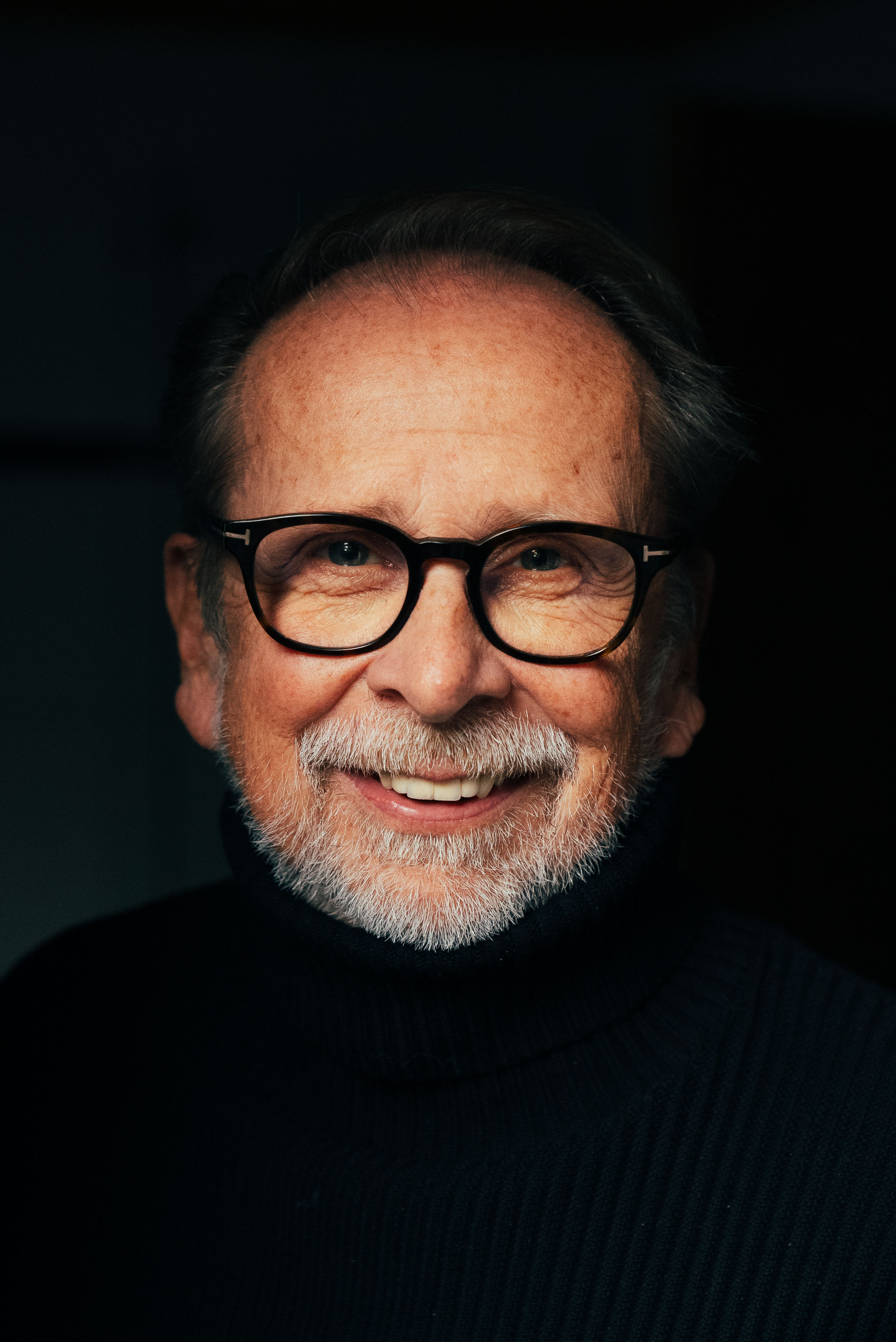
Curt Cress (2022)

Curt Cress (* 11. August 1952 in Schlierbach (Brachttal)) ist ein deutscher Schlagzeuger, Komponist, Musikproduzent und Verleger. Er war bereits an über 12.000 veröffentlichten Aufnahmen und 400 Millionen verkauften Tonträgern beteiligt und wurde 15 mal als „Drummer des Jahres“ ausgezeichnet.

## Leben und Werk

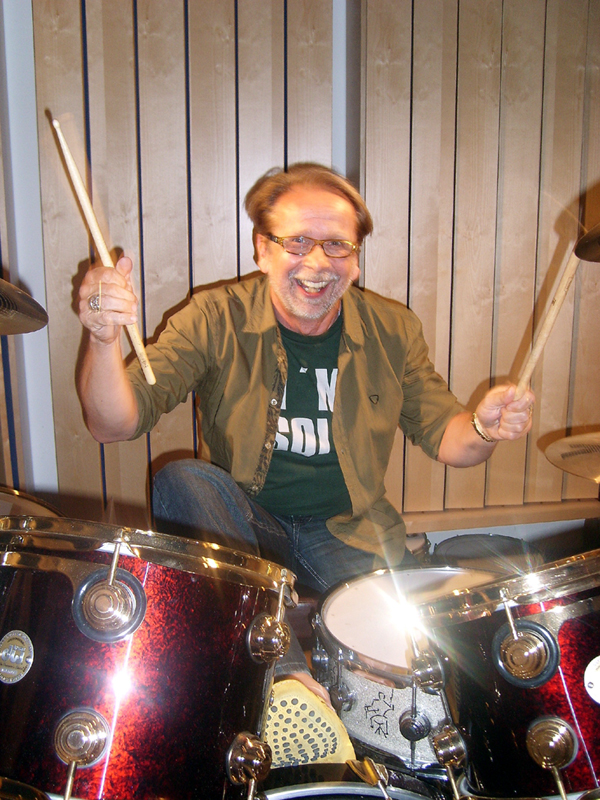
Curt Cress (2010)

Curt Cress begann seine Karriere 1965 bei der Hanauer Band Last. Später spielte er ebenfalls in Hanau bei den Bands Inspirations Six und zuletzt 1969 bei Orange Peel, die offiziell schon im darauf folgenden Jahr wieder aufgelöst wurde.
Curt Cress wirkte sowohl als Bandmitglied etlicher Formationen wie Klaus Doldingers Passport, Atlantis, Snowball, Oktagon, Curt Cress Clan als auch als Gast bei zahlreichen Studioaufnahmen und Liveauftritten deutscher und internationaler Künstler mit, z. B. Al Bano & Romina Power, Alphaville, BAP, Boney M., Peter Cornelius, Michael Cretu, Elio e le Storie Tese, Falco, Annette Humpe, Inga Humpe, Hubert Kah, Udo Jürgens, Udo Lindenberg, Peter Maffay, Meat Loaf, Freddie Mercury, Milli Vanilli, Righeira, SAGA, Scorpions, Spliff, Rick Springfield, Supermax, Tina Turner, Stefan Waggershausen und Marius Müller-Westernhagen. Eigene Soloveröffentlichungen als Schlagzeug-Avantgarde-Produktionen folgten: Avanti, Sing, Bäng, Trip und Curt Cress Clan.
Bekannt wurde Cress auch als Produzent, u. a. für Falco, Uwe Ochsenknecht, Heiner Pudelko, Nena, Nina Hagen, Wolfgang Fierek, Uschi Glas das Royal Philharmonic Orchestra und Udo Jürgens. 
Einen Namen machte sich Cress zudem als Fernseh- und Filmmusikkomponist. So komponierte er die Musik zu den Serien SK Kölsch, Die Rote Meile, HeliCops – Einsatz über Berlin oder auch für die Telenovelas Bianca – Wege zum Glück und Julia – Wege zum Glück, oder für die Pro7 Quizshow Speed - Time is Money (2001). Cress ist einer der Komponisten zur Szenenmusik der Serie Verliebt in Berlin und komponiert und produziert heute für die Serien In aller Freundschaft, In aller Freundschaft – Die jungen Ärzte, Der Bergdoktor, sowie Sturm der Liebe. Er arbeitete auch für den Tatort und komponierte, produzierte und arrangierte unter anderem die Titelmelodien der ARD Sportschau und von Wetten, dass..?. Für den Spielfilm Bandits wurde Cress als Playback-Musiker engagiert. Seine Bewegungen und Eigenheiten während der CD-Produktion nahm Katja Riemann dann als Vorlage für ihre Darstellung einer Schlagzeugerin.
Cress ist seit 2006 Professor an der Hamburger Hochschule für Musik und Theater; bereits seit 2004 unterrichtet er dort.
Er besitzt die CC Holding GmbH, in der seine Firmen Medienprodukte für Musik, Film und Fernsehen herstellen. Zur Holding gehören die Firmen curtiz music publishing GmbH und die F.A.M.E. Artist Recordings GmbH u. a. mit den Künstlern Werner Schmidbauer, Pam Pam Ida, Surrender the Crown, Hannes Ringlstetter, Schandmaul, Feuerschwanz, Thomas Godoj, Blyte.
2022 startete Curt Cress sein Bühnenprogramm Drum Talk. Gemeinsam mit Drum Tuner Werner Fromm, der die Idee dazu hatte, spricht Curt Cress von seinen Erlebnissen mit den Stars während der Studiosessions und Tourneen, zeigt Videos, spielt Songs und demonstriert das ein oder andere live auf seinem Schlagzeug.
Curt Cress ist verheiratet, hat drei Kinder und sechs Enkel, lebt und arbeitet in München, Kitzbühel und Marbella.

## Diskografische Hinweise

### Curt Cress
- 1975: Curt Cress Clan (LP)
- 1983: Avanti (LP: WEA 24.0133; CD: WEA 240 133-2)
- 1987: Sing (LP)
- 1992: Bäng (CD)
- 1998: Trip (CD: WEA [Warner] 3984-21825-2)

### Weitere Alben
- 1973: Klaus der Geiger – Arbeit macht frei (LP: Bluff Records, BF 1010)
- 1973: Passport – Hand Made
- 1973: Passport – Looking Thru
- 1974: Doldinger – Jubilee Concert
- 1975: Passport – Cross-Collateral
- 1976: Lucifer’s Friend – Mind Exploding (LP: Vertigo)
- 1977: New Triumvirat – New Triumvirat Presents Pompeii
- 1977: Passport – Iguacu
- 1978: Snowball – Defroster
- 1979: Snowball – Cold Heat
- 1980: Snowball – Follow the White Line
- 1980: Oktagon – Oktagon
- 1982: Passport – earthborn
- 1985: Freddie Mercury – Mr. Bad Guy
- 1985: Passport – Running in Real Time
- 1987 Saga – Wildest Dreams
- 1988 Stephan Remmler – Lotto
- 1989 Saga – The Beginner’s Guide to Throwing Shapes
- 1990: Alex Gunia – Alex Gunia’s Groove Cut
- 1996: Scorpions – Pure Instinct
- 2024: Udo Jürgens – Als ich fortging

## Auszeichnungen
- 15 Mal Drummer des Jahres (Fachblatt)
- Schallplattenpreis der deutschen Phonoakademie
- Goldene Schallplatten, u. a. für Bandits, BAP, Münchener Freiheit